# Írország az olimpiai játékokon
Írország független államként a párizsi 1924-es nyári olimpia óta vesz részt a játékokon. 1896 és 1920 között az ír sportolók Nagy-Britannia színein belül indultak a négyévenként megrendezett sportünnepeken. 1906-ban próbát tettek az „önálló nemzet” státusz elnyerésére, de György görög és dán herceg leállította a kérelem elbírálását, ám 1924-ben végre megalakult a független Ír Köztársaság olimpiai küldöttsége, így részt vehettek a versenyeken.
Észak-Írország sportolói választhatnak; az Ír Olimpiai Tanács és a Brit Olimpiai Szövetség egyezményeként versenyezhetnek Írország vagy az Egyesült Királyság (mely az olimpiai játékokon Nagy-Britannia néven vesz részt) színei alatt is.

## Érmesek
Ez a lista nem tartalmazza sem azokat az ír sportolókat, akik 1900 és 1920 között Nagy-Britannia színeiben indultak, sem az 1908-as gyeplabda ezüstérmes nemzeti csapatot és azokat az ír születésű sportembereket, akik más nemzetek lobogói alatt vonultak fel az olimpiai játékokon, például John Jesus Flanagan, aki kalapácsvetésben nyert háromszor aranyérmet 1900 és 1908 között.
| Érem  | Név                                                   | Olimpia              | Sport      | Versenyszám                    |
| ----- | ----------------------------------------------------- | -------------------- | ---------- | ------------------------------ |
| Arany | Pat O’Callaghan                                       | 1928. Amszterdam     | Atlétika   | Férfi kalapácsvetés            |
| Arany | Bob Tisdall                                           | 1932. Los Angeles    | Atlétika   | Férfi 400 m gátfutás           |
| Arany | Pat O’Callaghan                                       | 1932. Los Angeles    | Atlétika   | Férfi kalapácsvetés            |
| Ezüst | John McNally                                          | 1952. Helsinki       | Ökölvívás  | Férfi pehelysúly               |
| Arany | Ron Delaney                                           | 1956. Melbourne      | Atlétika   | Férfi 1 500 m                  |
| Ezüst | Fred Tiedt                                            | 1956. Melbourne      | Ökölvívás  | Férfi váltósúly                |
| Bronz | John Caldwell                                         | 1956. Melbourne      | Ökölvívás  | Férfi légsúly                  |
| Bronz | Freddie Gilroy                                        | 1956. Melbourne      | Ökölvívás  | Férfi pehelysúly               |
| Bronz | Anthony Byrne                                         | 1956. Melbourne      | Ökölvívás  | Férfi könnyűsúly               |
| Bronz | Jim McCourt                                           | 1964. Tokió          | Ökölvívás  | Férfi könnyűsúly               |
| Bronz | Hugh Russell                                          | 1980. Moszkva        | Ökölvívás  | Férfi légsúly                  |
| Ezüst | David Wilkins James Wilkinson                         | 1980. Moszkva        | Vitorlázás | Flying Dutchman csoport        |
| Ezüst | John Treacy                                           | 1984. Los Angeles    | Atlétika   | Férfi maraton                  |
| Arany | Michael Carruth                                       | 1992. Barcelona      | Ökölvívás  | Férfi váltósúly                |
| Ezüst | Wayne McCullough                                      | 1992. Barcelona      | Ökölvívás  | Férfi harmatsúly               |
| Arany | Michelle Smith                                        | 1996. Atlanta        | Úszás      | Női 400 m gyors                |
| Arany | Michelle Smith                                        | 1996. Atlanta        | Úszás      | Női 200 m vegyes               |
| Arany | Michelle Smith                                        | 1996. Atlanta        | Úszás      | Női 400 m vegyes               |
| Bronz | Michelle Smith                                        | 1996. Atlanta        | Úszás      | Női 200 m pillangó             |
| Ezüst | Sonia O’Sullivan                                      | 2000. Sydney         | Atlétika   | Női 5 000 m                    |
| Bronz | Paddy Barnes                                          | 2008. Peking         | Ökölvívás  | Férfi féllégsúly               |
| Ezüst | Kenneth Egan                                          | 2008. Peking         | Ökölvívás  | Férfi nagyváltósúly            |
| Bronz | Darren Sutherland                                     | 2008. Peking         | Ökölvívás  | Férfi középsúly                |
| Arany | Katie Taylor                                          | 2012. London         | Ökölvívás  | Női könnyűsúly                 |
| Ezüst | John Joe Nevin                                        | 2012. London         | Ökölvívás  | Férfi harmatsúly               |
| Bronz | Paddy Barnes                                          | 2012. London         | Ökölvívás  | Férfi papírsúly                |
| Bronz | Michael Conlan                                        | 2012. London         | Ökölvívás  | Férfi légsúly                  |
| Bronz | Cian O'Connor                                         | 2012. London         | Lovaglás   | Egyéni díjugratás              |
| Bronz | Robert Heffernan                                      | 2012. London         | Atlétika   | Férfi 50 km gyaloglás          |
| Ezüst | Gary O'Donovan Paul O'Donovan                         | 2016. Rio de Janeiro | Evezés     | Férfi könnyűsúlyú kétpárevezős |
| Ezüst | Annalise Murphy                                       | 2016. Rio de Janeiro | Vitorlázás | Női laser radial               |
| Arany | Fintan McCarthy Paul O'Donovan                        | 2020. Tokió          | Evezés     | Férfi könnyűsúlyú kétpárevezős |
| Arany | Kellie Harrington                                     | 2020. Tokió          | Ökölvívás  | Női könnyűsúly                 |
| Bronz | Aidan Walsh                                           | 2020. Tokió          | Ökölvívás  | Férfi váltósúly                |
| Bronz | Aifric Keogh Eimear Lambe Fiona Murtagh Emily Hegarty | 2020. Tokió          | Evezés     | Női kormányos nélküli négyes   |

## Éremtáblázatok

### Érmek a nyári olimpiai játékokon
| Olimpia              | Arany          | Ezüst          | Bronz          | Összesen       |
| 1924, Párizs         | 0              | 0              | 0              | 0              |
| 1928, Amszterdam     | 1              | 0              | 0              | 1              |
| 1932, Los Angeles    | 2              | 0              | 0              | 2              |
| 1936, Berlin         | nem vett részt | nem vett részt | nem vett részt | nem vett részt |
| 1948, London         | 0              | 0              | 0              | 0              |
| 1952, Helsinki       | 0              | 1              | 0              | 1              |
| 1956, Melbourne      | 1              | 1              | 3              | 5              |
| 1960, Róma           | 0              | 0              | 0              | 0              |
| 1964, Tokió          | 0              | 0              | 1              | 1              |
| 1968, Mexikóváros    | 0              | 0              | 0              | 0              |
| 1972, München        | 0              | 0              | 0              | 0              |
| 1976, Montréal       | 0              | 0              | 0              | 0              |
| 1980, Moszkva        | 0              | 1              | 1              | 2              |
| 1984, Los Angeles    | 0              | 1              | 0              | 1              |
| 1988, Szöul          | 0              | 0              | 0              | 0              |
| 1992, Barcelona      | 1              | 1              | 0              | 2              |
| 1996, Atlanta        | 3              | 0              | 1              | 4              |
| 2000, Sydney         | 0              | 1              | 0              | 1              |
| 2004, Athén          | 0              | 0              | 0              | 0              |
| 2008, Peking         | 0              | 1              | 2              | 3              |
| 2012, London         | 1              | 1              | 4              | 6              |
| 2016, Rio de Janeiro | 0              | 2              | 0              | 2              |
| 2020, Tokió          | 2              | 0              | 2              | 4              |
| Összesen             | 11             | 10             | 14             | 35             |

## Érmek sportáganként

### Érmek a nyári olimpiai játékokon sportáganként
| Írország érmei a nyári olimpiai játékokon sportáganként | Írország érmei a nyári olimpiai játékokon sportáganként | Írország érmei a nyári olimpiai játékokon sportáganként | Írország érmei a nyári olimpiai játékokon sportáganként | Az olimpiai zászlaja |

| Sportág    | Arany | Ezüst | Bronz | Összesen |
| ---------- | ----- | ----- | ----- | -------- |
| Atlétika   | 4     | 2     | 1     | 7        |
| Ökölvívás  | 3     | 5     | 10    | 18       |
| Úszás      | 3     | 0     | 1     | 4        |
| Evezés     | 1     | 1     | 1     | 3        |
| Vitorlázás | 0     | 2     | 0     | 2        |
| Lovaglás   | 0     | 0     | 1     | 1        |
| Összesen   | 11    | 10    | 14    | 35       |